# Heterogamus cycnus
Heterogamus cycnus är en stekelart som först beskrevs av Tenma 1997.  Heterogamus cycnus ingår i släktet Heterogamus och familjen bracksteklar. Inga underarter finns listade i Catalogue of Life.